# 汉口新四军军部旧址
汉口新四军军部旧址位于湖北省武汉市江岸区胜利街332-352号，是新四军第一个军部所在地。汉口新四军军部挂牌地点是原汉口大和街26号，抗日战争中被炸毁。存留下来的是34-44号两栋房子，即今胜利街332-352号。军部不仅有办公开会的地方，还有训练、招待之所。2002年12月25日，新四军军部旧址被选为湖北省文物保护单位。2005年由武汉市人民政府拨款修复。2006年12月25日纪念馆开馆。2013年3月5日被选为第七批全国重点文物保护单位。

## 历史
1937年七七事变爆发后，中国国民党和中国共产党展开了第二次合作。中共方面发表《中共中央为公布国共合作宣言》、《中共中央发出关于南方各游击区域工作的指示》，同意改变中国工农红军的番号，编入国民革命军，9月23日蒋介石在庐山发表讲话接受了中共的合法地位。9月28日，国民政府军事委员会任命叶挺为新四军军长。10月南方八省的红军和游击队正式接受改编。中共起初对任命叶挺持保留态度，11月6日毛泽东会见叶挺，同意了军长任命，并任项英为副军长，暂驻武汉。据当年军医处处长沈其震回忆，10月他和叶挺来到汉口日租界时，日本人已撤走，房屋已贴满封条，他们就撕了其中一些封条来建立新四军筹备处。
12月21日，王明、周恩来、博古等人来汉与蒋介石协商。两日后中共代表团、中共中央长江局在八路军武汉办事处召开第一次联席会议。12月25日，叶挺、项英、张云逸在大和街26号开会，是为军部第一次会议，也宣告了新四军的诞生。原来悬挂的木质招牌“国民革命军陆军新编第四军筹备处”被改为“国民革命军陆军新编第四军”。1938年1月，由于战争形势的发展，新四军军部迁往南昌，汉口新四军办事处及其所有工作均由八路军武汉办事处接管。1938年1月28日，《新华日报》上刊载了新四军军部迁址的启事。
其后，由于军部在汉时间极短，历史剧烈变革，历史档案在战争中缺失，新四军第一任军部在汉口的事实渐渐不为大多数人所知，直至1995年才又被提起。1997年，为纪念新四军建军60周年拍摄纪录片《铁的新四军》，汉口新四军军部旧址的现今地址得以初步确认。但直至2002年汉口新四军军部旧址才最终确定并挂上文物保护单位铭牌。经考证，原军部建筑在抗日战争期间遭到日军飞机轰炸，现存建筑仅为原军部的部分。

## 馆内陈列
新四军军部旧址纪念馆内举办有《汉口新四军军部历史陈列》展览，共有文物30多件，照片200多幅。整个展览分为“成立汉口军部，完成部队集结”、“挥师东进敌后，转战大江南北”、“坚持华中抗日，五师战功卓著”三个部分。军部中设立负责党政工作的政治部（主任袁国平、副主任邓子恢）；负责管理和生计的副官处；负责制定编制、作战计划的参谋处（处长赖传珠）；负责供应军需的军需处（处长叶辅平）；负责医疗工作的军医处（处长沈其震）。
馆内还复原了叶挺、项英、郭沫若等人的办公室、卧室。叶挺的房间展示了他1937年11月12日来汉后为新四军的建立、编制、隶属关系、防区、军需、干部配备所做的工作。项英的房间展示了他1937年12月23日来汉后与长江局领导研究红军改编问题、以及与国民党谈判中所作的种种努力。郭沫若的房间则展示其1938年1月9日来汉后与叶挺交谈等场景。